# Mistrzostwa Świata w Kolarstwie Szosowym 1932
12. Mistrzostwa świata w kolarstwie szosowym – zawody kolarskie, które odbyły się w dniach 28–31 sierpnia 1932 w stolicy Królestwa Włoch – Rzymie. Były to drugie zorganizowane w tym kraju mistrzostwa świata w kolarstwie szosowym (poprzednio w 1926). Obaj – Włoch Alfredo Binda w wyścigu ze startu wspólnego zawodowców i Włoch Giuseppe Martano w wyścigu ze startu wspólnego amatorów obronili tytuły mistrzów świata z 1930.
Bardzo nieudany był start reprezentantów Polski, bowiem nie tylko nie zdobyli oni żadnego medalu, ale nikomu nie udało się zająć miejsca w pierwszej dziesiątce. Najlepszym osiągnięciem było zajęcie 16. miejsca przez Stanisława Kłosowicza w wyścigu ze startu wspólnego amatorów.

## Kalendarium zawodów
| Kalendarz MŚ w Kolarstwie Szosowym 1932 |       |       |       |       |
| Konkurencja (dystans)                   | Data  | Data  | Data  | Data  |
| Konkurencja (dystans)                   | 28.08 | 29.08 | 30.08 | 31.08 |
| Mężczyźni                               |       |       |       |       |
| Elita                                   |       |       |       |       |
| Wyścig ze startu wspólnego (206,1 km)   |       |       |       |       |
| Amatorzy                                |       |       |       |       |
| Wyścig ze startu wspólnego (137 km)     |       |       |       |       |

## Medaliści
| Konkurencja dystans – (data)                        | Złoto:           | Czas (prędkość)       | Srebro:      | Czas   | Brąz:          | Czas   |
| Mężczyźni                                           |                  |                       |              |        |                |        |
| Elita                                               |                  |                       |              |        |                |        |
| Wyścig ze startu wspólnego 206,1 km – (31 sierpnia) | Alfredo Binda    | 7:01:28 (29,340 km/h) | Remo Bertoni | + 0:15 | Nicolas Frantz | + 4:52 |
| Amatorzy                                            |                  |                       |              |        |                |        |
| Wyścig ze startu wspólnego 137 km – (28 sierpnia)   | Giuseppe Martano | 4:32:52 (30,124 km/h) | Paul Egli    | + 0:00 | Paul Chocque   | + 0:00 |

## Szczegóły
| Miejsce | Zawodnik           | Narodowość | Czas    |
| złoto   | Alfredo Binda      | Włochy     | 7:01:28 |
| srebro  | Remo Bertoni       | Włochy     | + 0:15  |
| brąz    | Nicolas Frantz     | Luksemburg | + 4:52  |
| 4       | Ricardo Montero    | Hiszpania  | + 5:15  |
| 5       | Learco Guerra      | Włochy     | + 5:39  |
| 6       | Marijn Valentijn   | Holandia   | + 6:20  |
| 7       | Janus Braspennincx | Holandia   | + 6:20  |
| 8       | Fred Haemerlinck   | Belgia     | + 6:56  |
| 9       | André Godinat      | Francja    | + 9:44  |
| 10      | Romain Gijsels     | Belgia     | + 9:44  |

| Miejsce | Zawodnik            | Narodowość           | Czas    |
| złoto   | Giuseppe Martano    | Włochy               | 4:32:52 |
| srebro  | Paul Egli           | Szwajcaria           | + 0:00  |
| brąz    | Paul Chocque        | Francja              | + 0:00  |
| 4       | Luigi Macchi        | Włochy               | + 0:00  |
| 5       | Ferd Hein           | Luksemburg           | + 0:00  |
| 6       | Walter Lohmann      | Rzesza Niemiecka     | + 4:57  |
| 7       | Lucien Poffe        | Belgia               | + 5:00  |
| 8       | Josef Weissmayer    | Republika Austriacka | + 8:23  |
| 9       | Antonio Sella       | Włochy               | + 8:24  |
| 10      | Georg Johansson     | Szwecja              |         |
|         |                     |                      |         |
| 16      | Stanisław Kłosowicz | Polska               |         |
| 18      | Stefan Zimkowski    | Polska               |         |

## Tabela medalowa
| Tabela medalowa |               |       |        |      |       |
| Miejsce         | Reprezentacja | Złoto | Srebro | Brąz | Razem |
| 1               | Włochy        | 2     | 1      | 0    | 3     |
| 2               | Szwajcaria    | 0     | 1      | 0    | 1     |
| 3               | Francja       | 0     | 0      | 1    | 1     |
| 3               | Luksemburg    | 0     | 0      | 1    | 1     |